# Dekanat Würzburg rechts des Mains
Das Dekanat Würzburg rechts des Mains war eines von 20 ehemaligen Dekanaten im römisch-katholischen Bistum Würzburg. Es wurde 2021 im Rahmen des Prozesses "Gemeinsam Kirche sein – Pastoral der Zukunft" in das neu geschaffene Dekanat Würzburg eingegliedert, das jetzt Stadt und Landkreis Würzburg umfasst. 
Das 'Dekanat Würzburg rechts des Mains umfasste den Landkreis Würzburg (rechte Mainseite). Es grenzte im Osten an das Dekanat Kitzingen, im Süden an das Dekanat Ochsenfurt, im Westen an das Dekanat Würzburg links des Mains und Dekanat Würzburg-Stadt und im Norden an das Dekanat Karlstadt und das Dekanat Schweinfurt-Süd.
Zweiundzwanzig Pfarrgemeinden und vier Kuratien hatten sich bis 2010 zu sechs Pfarreiengemeinschaften zusammengeschlossen. St. Vitus, Rottendorf und St. Vitus, Veitshöchheim bleiben Einzelpfarreien.
Dekan war Helmut Rügamer, koordinierender Pfarrer der Pfarreiengemeinschaft Volk Gottes an Pleichach und Main, Bergtheim. Dort befand sich auch der Verwaltungssitz.

## Gliederung
Sortiert nach Pfarreiengemeinschaften werden die damals zugehörigen Pfarreien aufgeführt, alle zu einer Pfarrei gehörigen Exposituren, Benefizien und Filialen werden nach der jeweiligen Pfarrei aufgezählt, danach folgen Kapellen, Klöster und Wallfahrtskirchen. Weiterhin werden auch die Einzelpfarreien am Ende aufgelistet.

### Pfarreiengemeinschaften

#### Pfarreiengemeinschaft  St. Mauritius – St. Michael – St. Georg, Estenfeld
- Pfarrei St. Mauritius (Estenfeld)
- Pfarrei St. Michael (Kürnach)
- Kuratie St. Georg (Mühlhausen (Estenfeld))

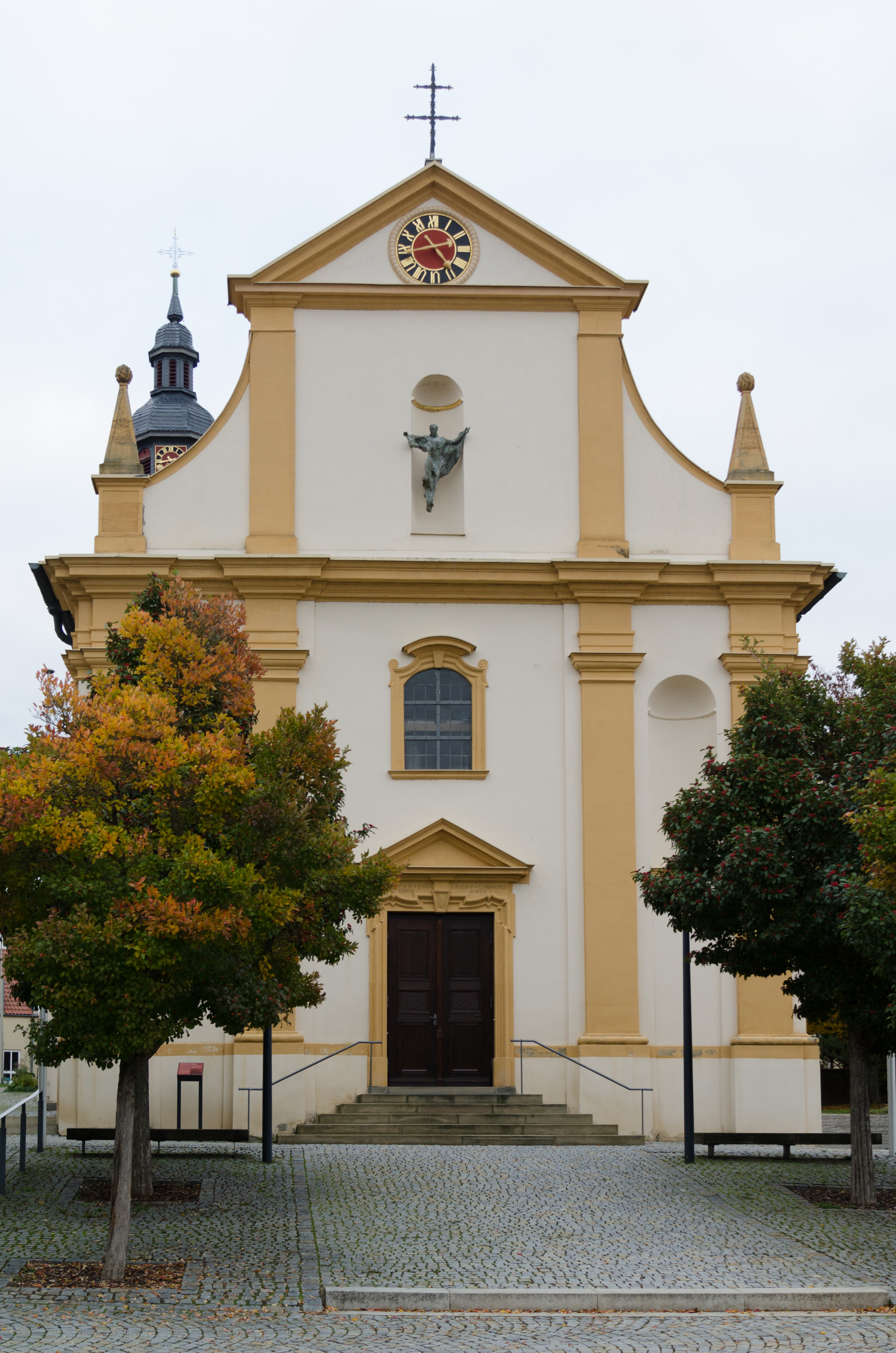
St. Michael

#### Pfarreiengemeinschaft Gemeinsam unterwegs – St. Afra und St. St. Peter und Paul, Rimpar
- Pfarrei St. Peter und Paul (Rimpar)
- Kuratie St. Afra (Maidbronn)

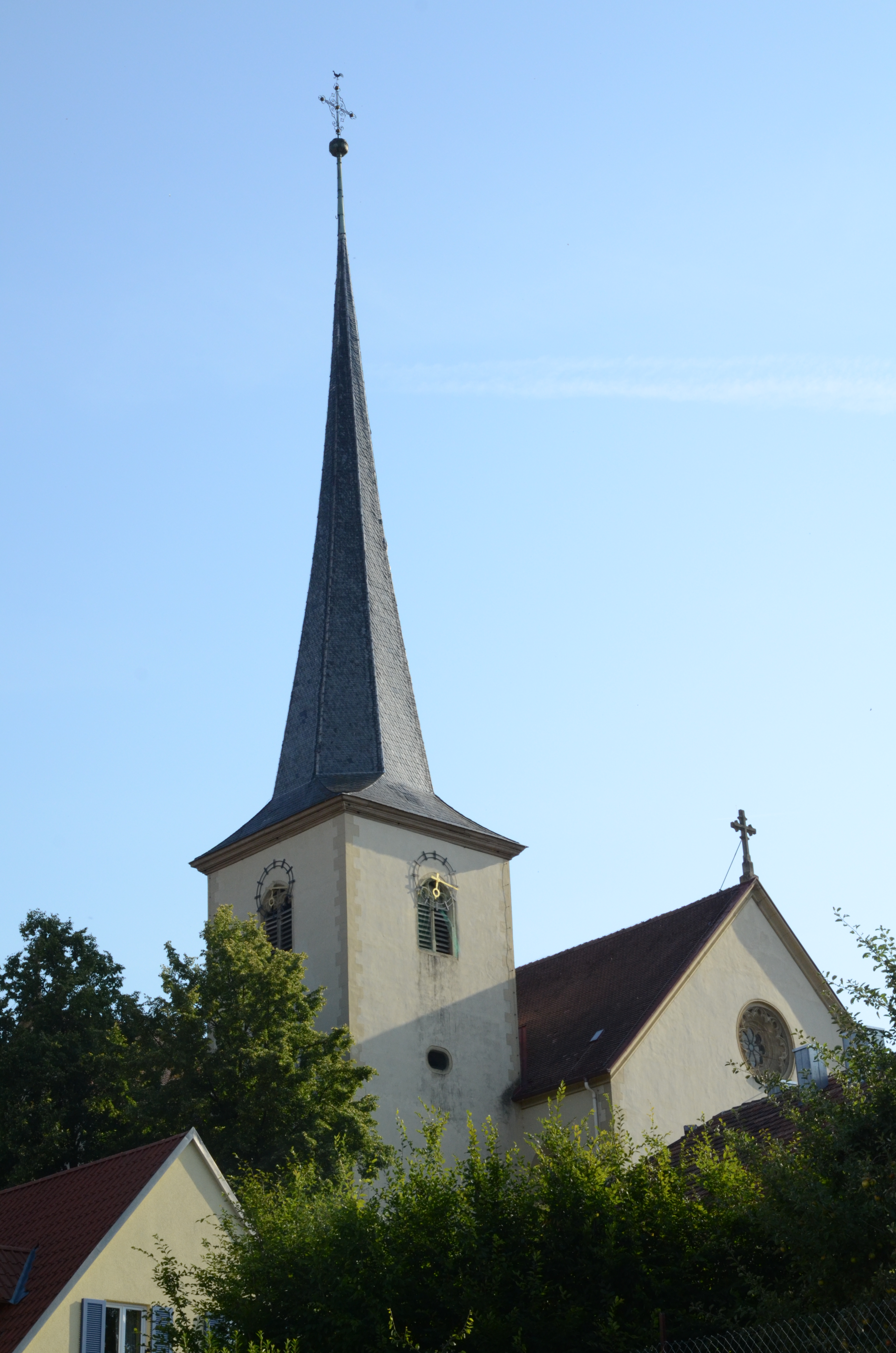
St. Peter und Paul
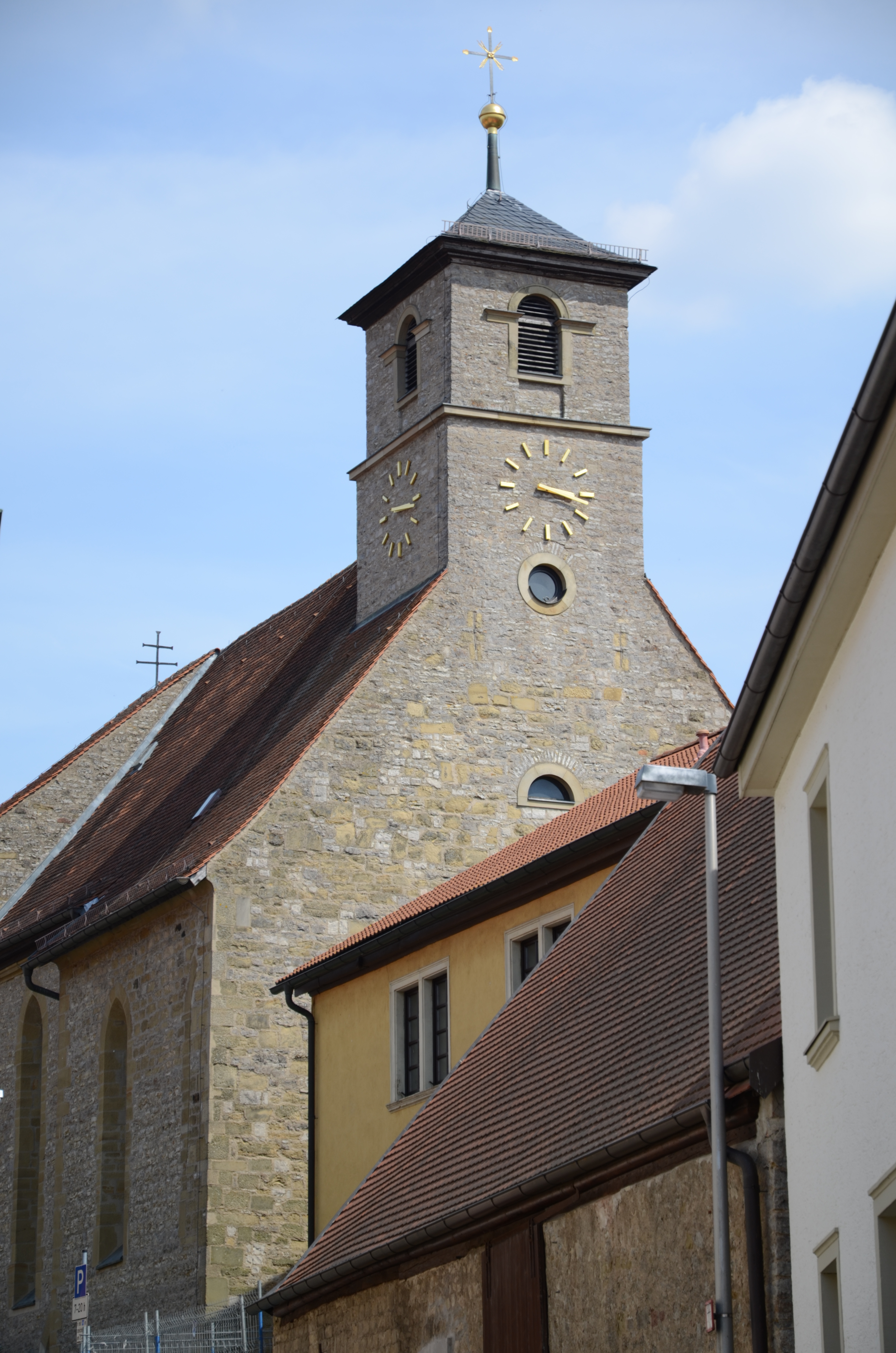
St. Afra

#### Pfarreiengemeinschaft Volk Gottes an Pleichach und Main, Bergtheim
- Pfarrei St. Bartholomäus (Bergtheim)
- Pfarrei St. Martin (Burggrumbach)
- Pfarrei St. Ägidius (Dipbach) (Erlabrunn)
- Pfarrei St. Johannes der Täufer (Margetshöchheim)
- Pfarrei St. Laurentius (Unterpleichfeld)

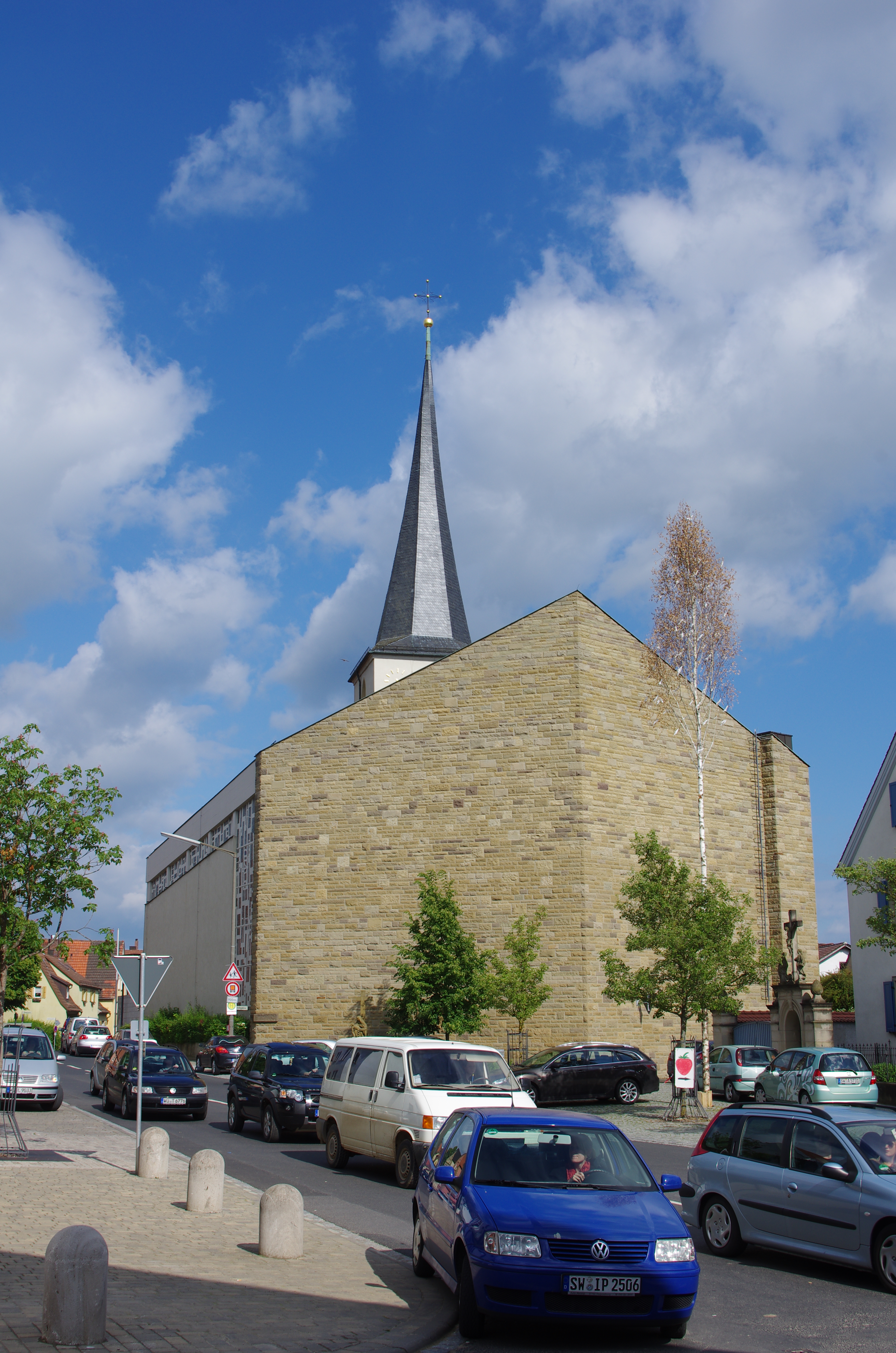
St. Bartholomäus
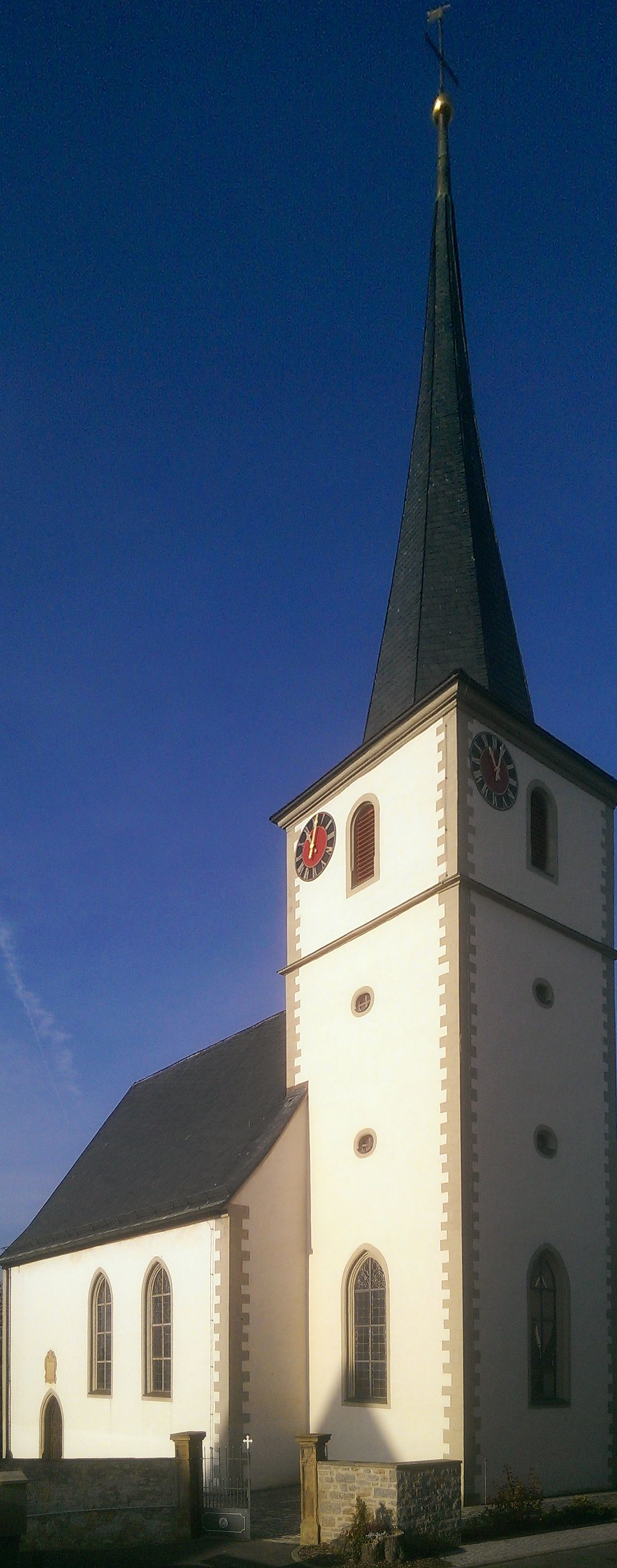
St. Martin
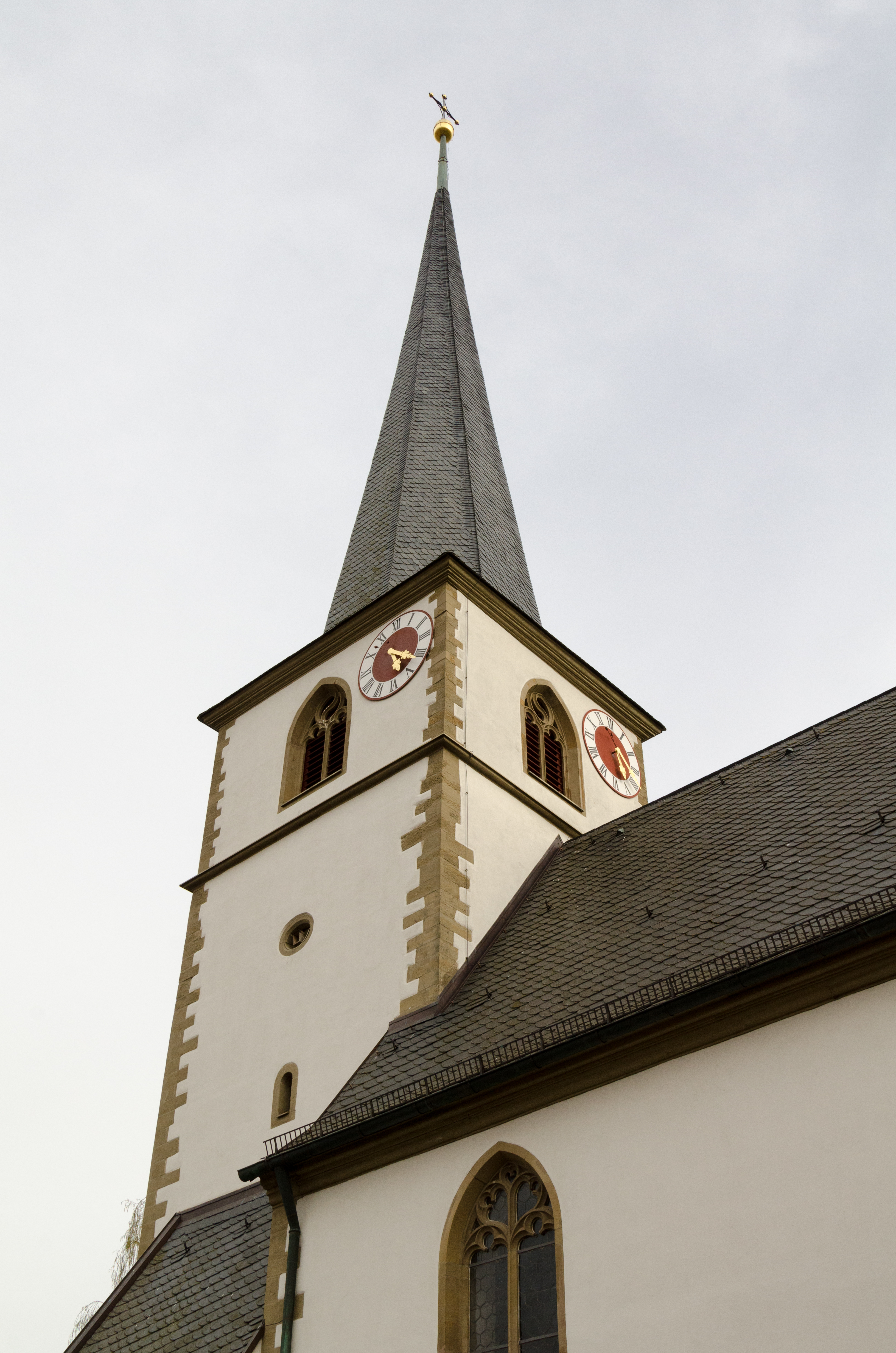
St. Ägidius
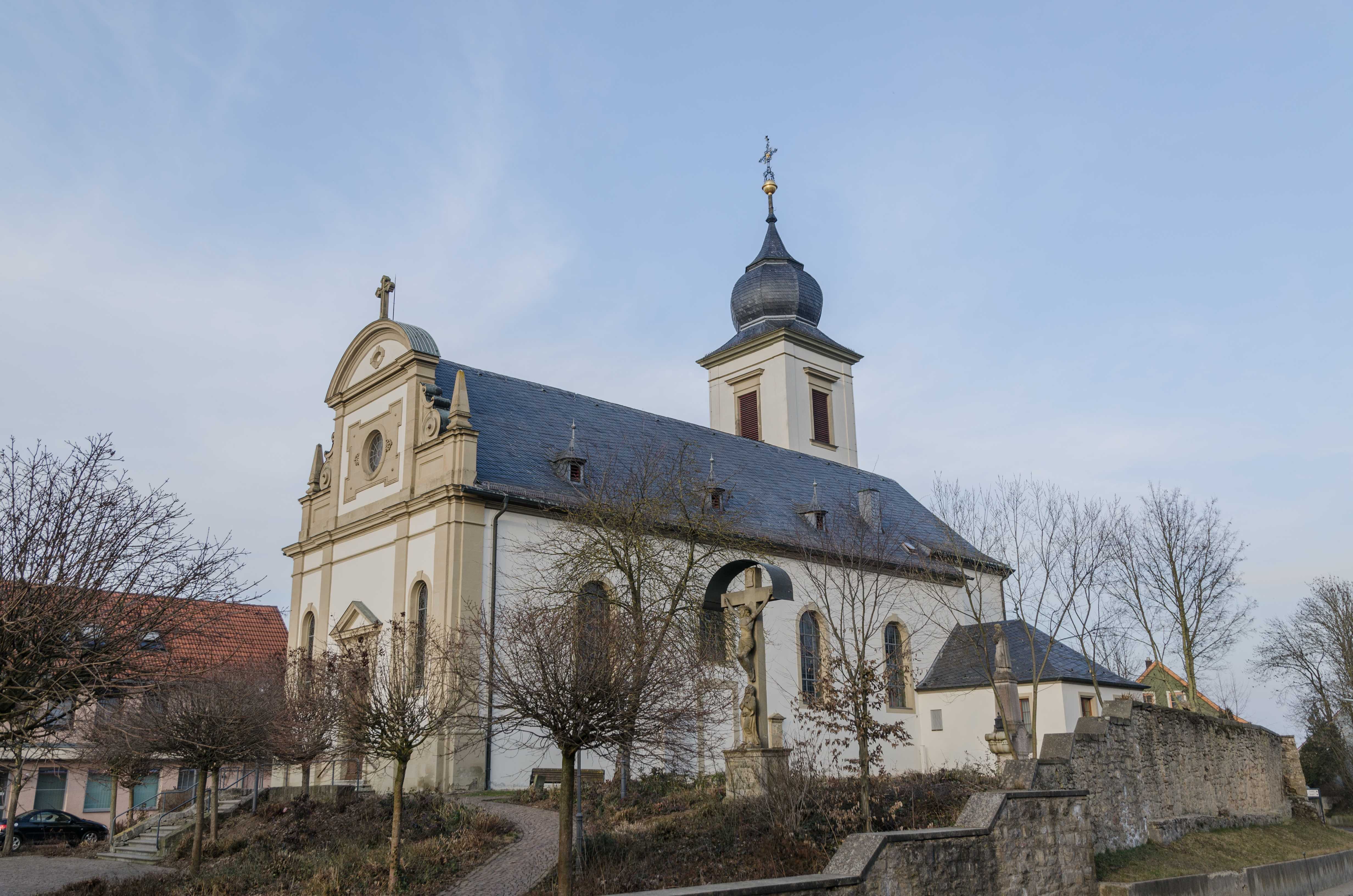
St. Laurentius

#### Pfarreiengemeinschaft Güntersleben – Thüngersheim
- Pfarrei St. Maternus (Güntersleben)
- Pfarrei St. Michael (Thüngersheim)

#### Pfarreiengemeinschaft Fährbrück
- Pfarrei St. Cyriakus, St. Laurentius und St. Maria Magdalena (Gramschatz)
- Pfarrei St. Wolfgang (Hausen bei Würzburg) mit St. Alban (Erbshausen) Wallfahrtskirche Fährbrück
- Pfarrei St. Vitus (Hilpertshausen) mit St. Nikolaus (Rupprechtshausen)
- Pfarrei St. Lambertus (Opferbaum)
- Pfarrei St. Ottilia (Rieden)

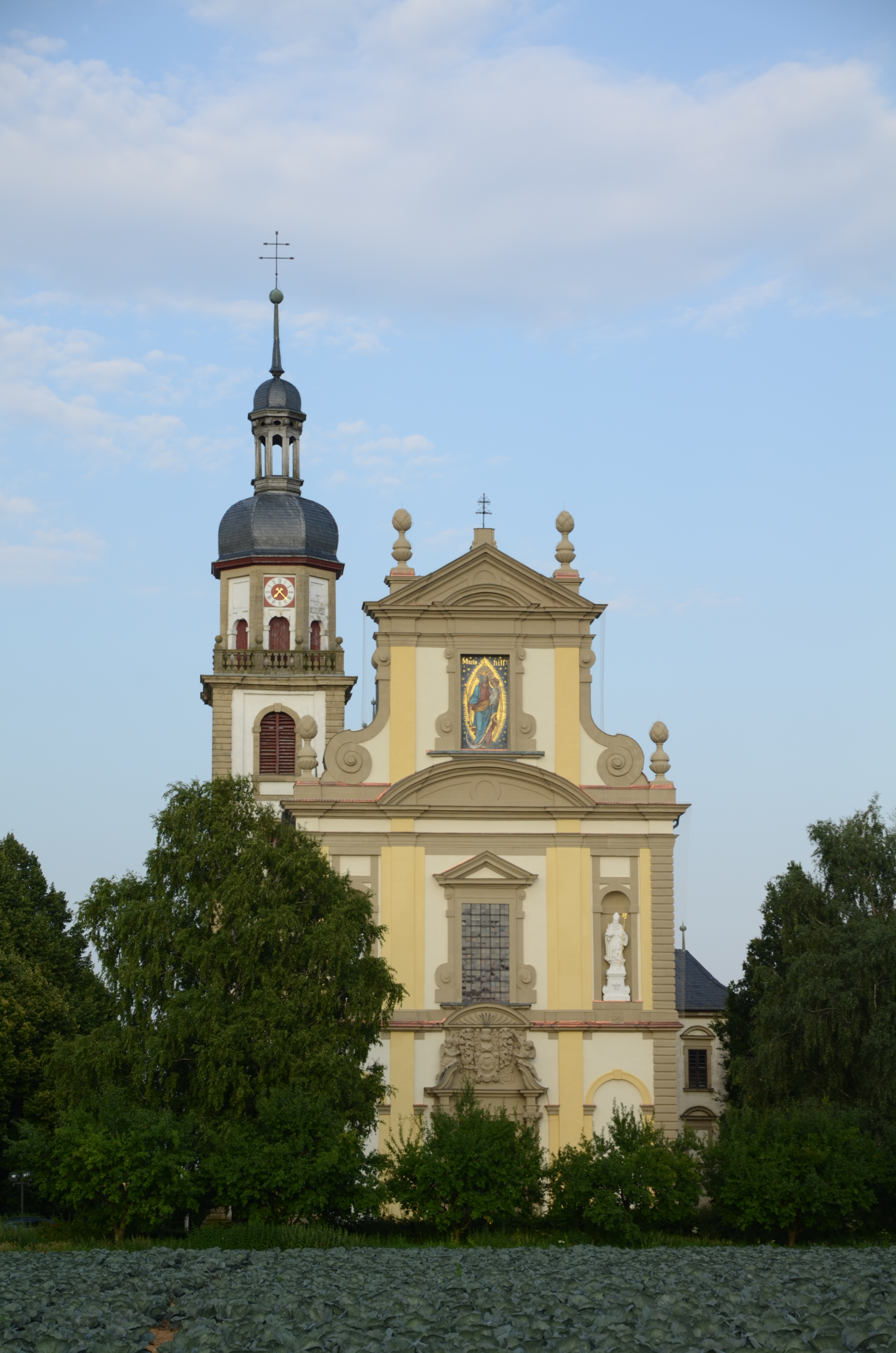
Wallfahrtskirche, Fährbrück
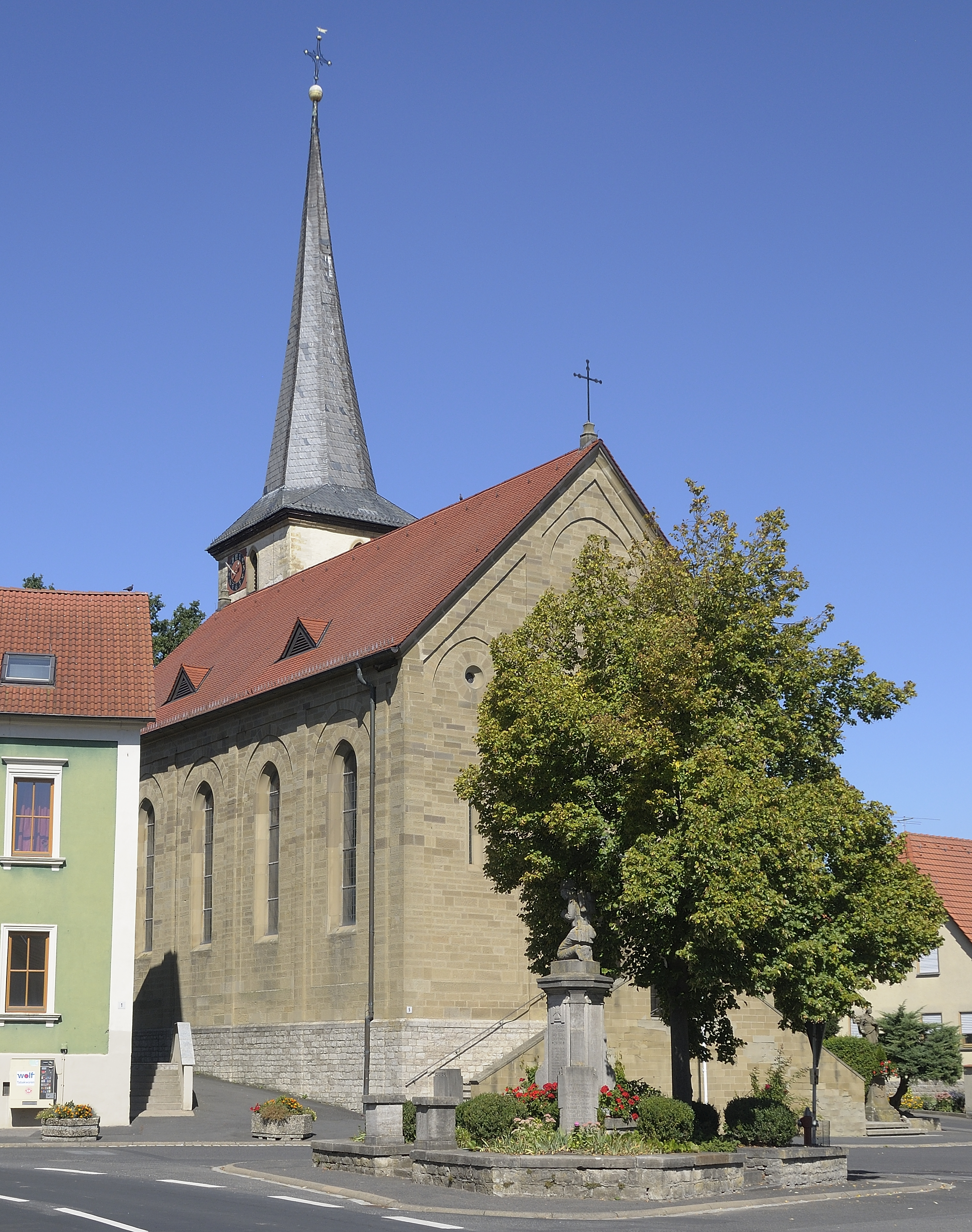
St. Lambertus

#### Pfarreiengemeinschaft Randersacker – Theilheim – Eibelstadt
- Pfarrei St. Stephanus Randersacker(Randersacker)
- Pfarrei St. Nikolaus (Eibelstadt)
- Pfarrei St. Johannes der Täufer (Theilheim)

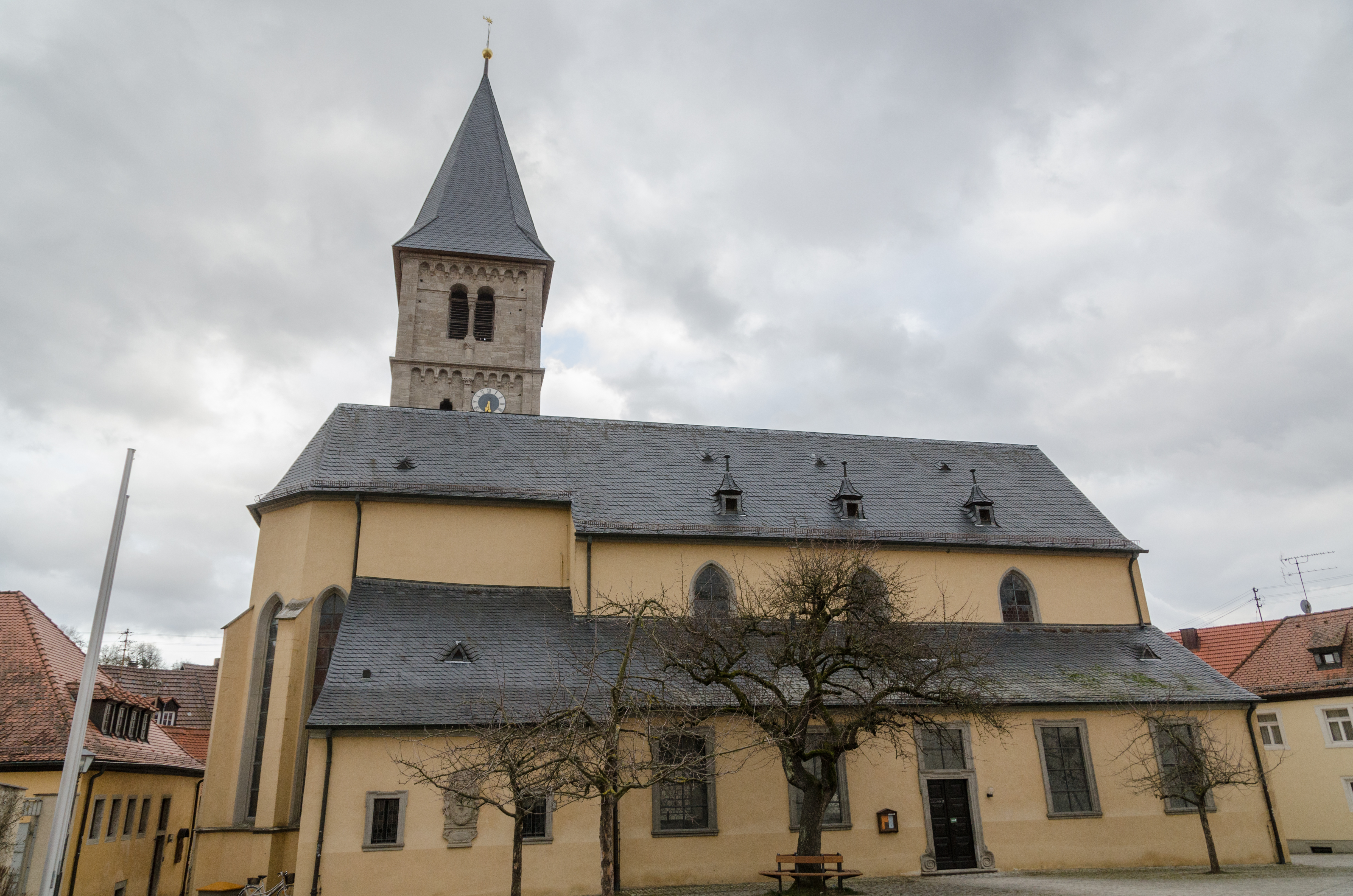
St. Stephanus
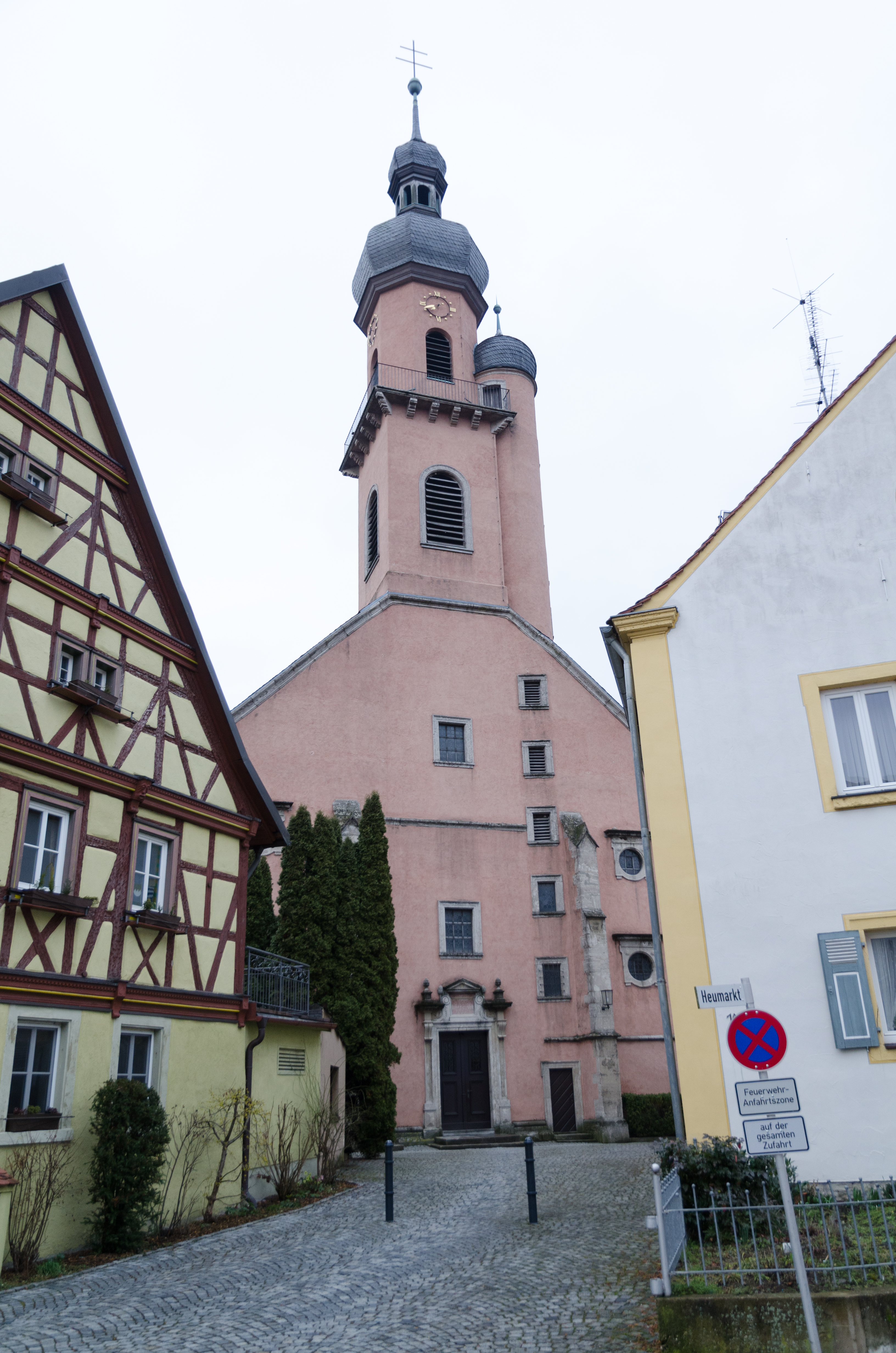
St. Nikolaus
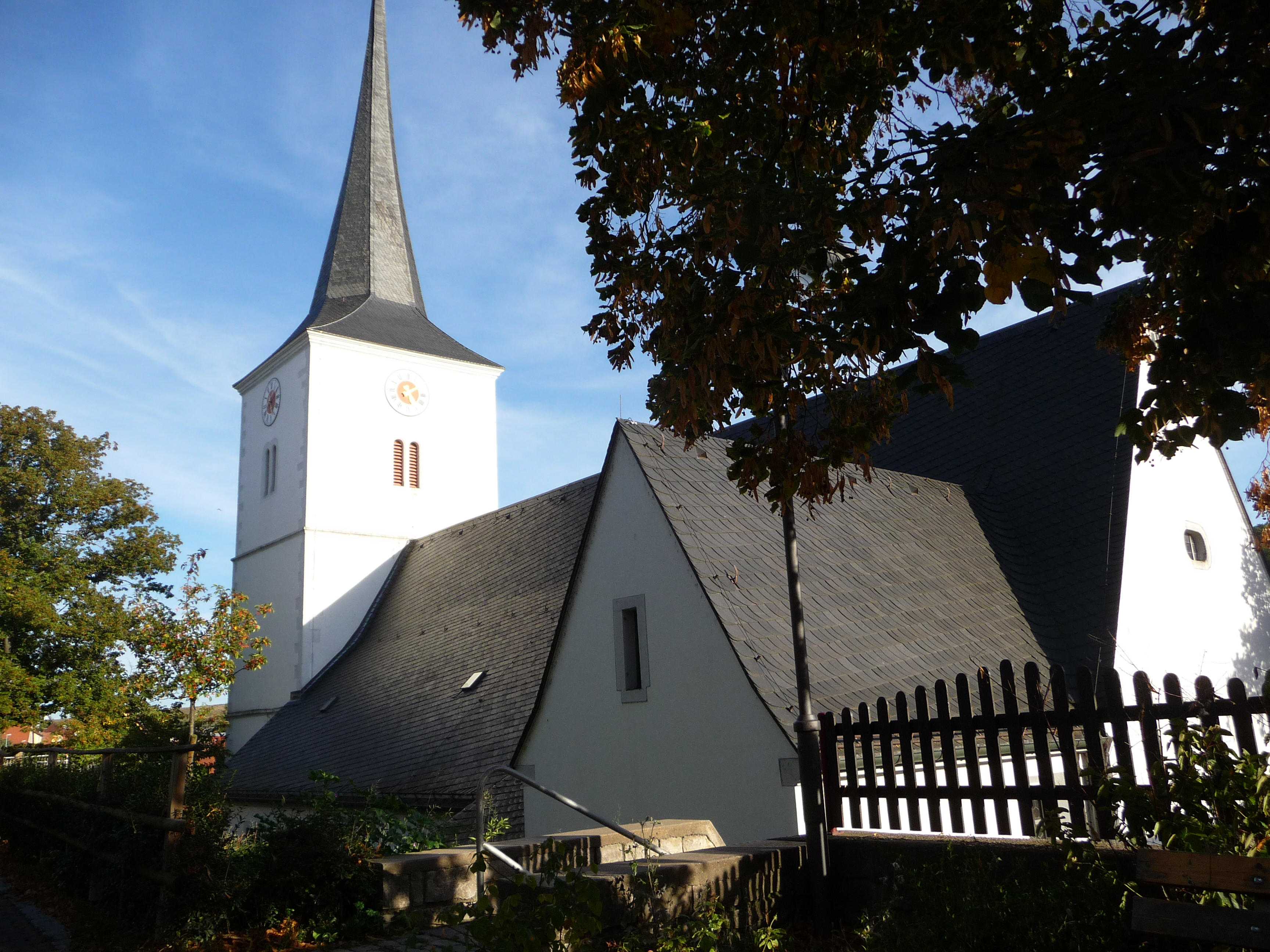
St. Johannes der Täufer

### Einzelpfarreien

#### Rottendorf
- Pfarrei St. Vitus  (Rottendorf)

#### Veitshöchheim
- Pfarrei St. Vitus (Veitshöchheim) mit Kuratie Allerheiligste Dreifaltigkeit (Veitshöchheim-Gartensiedlung)

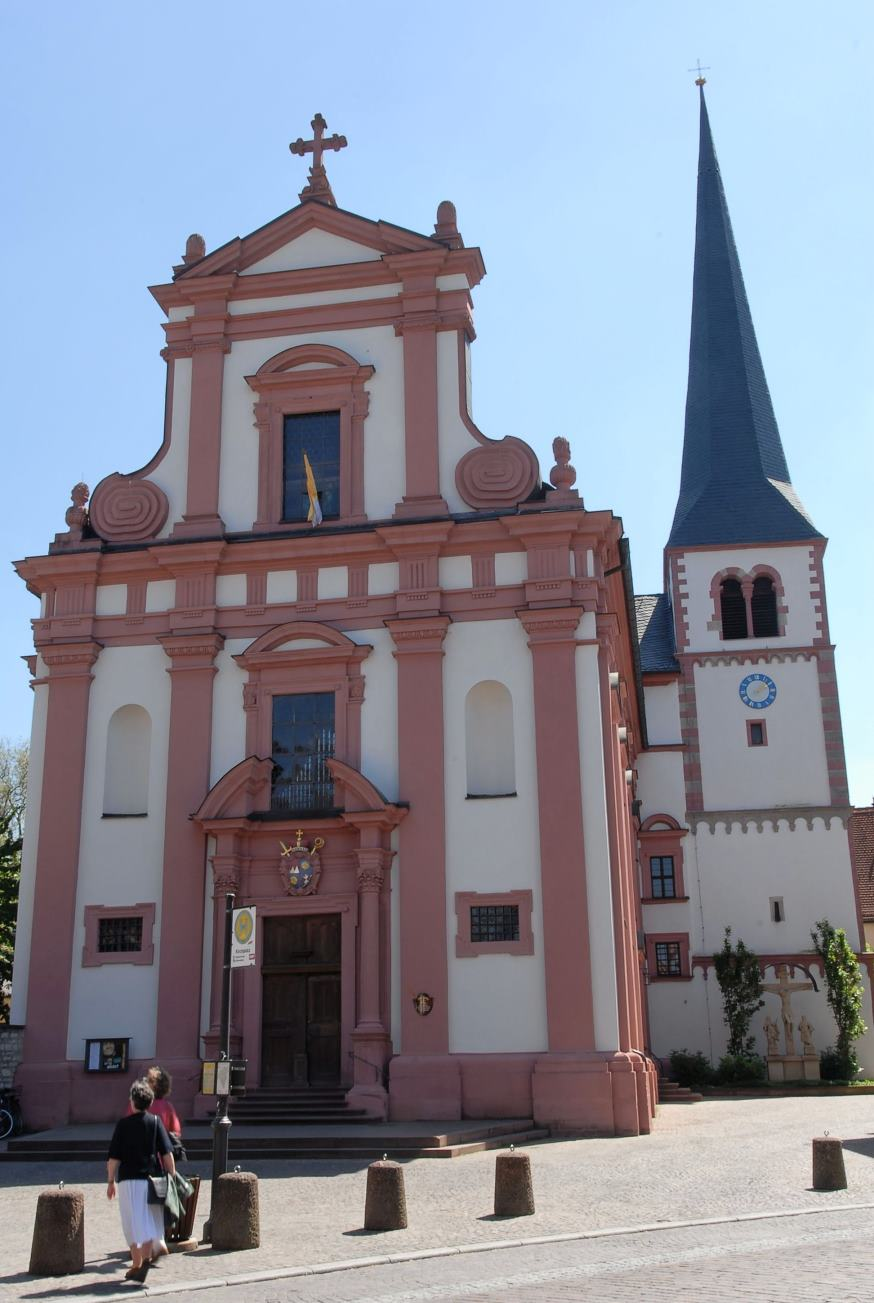
St. Vitus